# Margaretha van Schotland (1261-1283)
Margaretha van Schotland (Oud Noors: Margrét Alexandersdótti, Noors: Margrete Alexandersdotter; Windsor Castle, 28 februari 1261 - Tønsberg, 9 april 1283) was de koningin-gemalin van Noorwegen door haar huwelijk met Erik II van Noorwegen.

## Biografie
Margaretha van Schotland werd te Windsor Castle geboren als de dochter van de latere koning Alexander III van Schotland en Margaretha van Engeland. Op twintigjarige leeftijd huwde ze met koning Erik II van Noorwegen die toen pas dertien was. Het huwelijksverdrag tussen de twee stond toe dat hun kinderen de troon van de Schotland konden erven. Een jaar na hun huwelijk werd Margaretha tot koningin gekroond. Ze stierf echter kort nadat ze was bevallen van haar dochter Margaretha van Schotland en werd vervolgens begraven in de Kristkirken in Bergen.